# Міха Віпотнік
Міха Віпотнік (словен. Miha Vipotnik) — словенський художник, міждисциплінарний і мультимедійний митець, режисер телебачення та кіно. Один із піонерів експериментального відео в Словенії, * 11 травня 1954, Любляна, СФРЮ.

## Життєпис
Міха Віпотнік народився 11 травня 1954 року в Любляні. Закінчив Академію образотворчих мистецтв у Любляні у 1976 році, а в 1979 році здобув ступінь магістра з відео та телебачення. У 1987 році став стипендіатом програми Фулбрайта і продовжив навчання в Каліфорнійському інституті мистецтв у Лос-Анджелесі, де у 1991 році отримав ступінь магістра кінорежисури.
З 1975 року співпрацював зі словенським національним телебаченням, експериментуючи з електронним сигналом, відеотехнологіями та створенням інноваційних телевізійних форматів. У 1983 році разом із Марі-Клод Вогріч заснував Міжнародний відеобієнале Video CD у Любляні, який проводився до 1987 року. У період з 1989 по 1994 рік працював у кіноіндустрії Лос-Анджелеса під брендом XYZ Production, співпрацюючи з міжнародними телекомпаніями та кіностудіями. У 1994 році керував реконструкцією LBMA Video Annex у Лонг-Біч та розробляв стратегію цифровізації відеоархівів.
З 2002 року викладає у Любляні, Лівані, Хорватії, Монголії та Киргизстані. Викладає документальний фільм на Факультеті соціальних наук Люблянського університету та є запрошеним професором у Ліванському університеті (Faculté des Beaux-Arts et des Arts appliqués).

## Творчість
Міха Віпотнік працює в жанрах експериментального кіно, відео-арту, телевізійної режисури та мультимедійних інсталяцій. Його роботи відзначаються поєднанням живопису, відео, тексту та звуку. У своїх відеоекспериментах досліджує часові та просторові виміри образу, часто поєднуючи живий перформанс із технологічними маніпуляціями.

## Вибрані роботи

### Режисура
- «Videogram 4» (1976)
- «Prostor» (1980)
- «Krst pod Triglavom» (1987)
- «Screen Memory» (1990)
- «Path of Crazy Wisdom» (1996)
- «France Prešeren: Ghazals» (2001)
- «Atmosphere» (2004)
- «Človek poslušanja» (2008)
- «Stratifikacija lune» (2015)
- «Sočasja» (2017)
- «Pošvedrani klavir» (2022)

### Сценарії
- «Čas alikvotnih delcev» (2013)
- «France Prešeren: Ghazals» (2001)
- «Moč usode» (2001)
- «Pošvedrani klavir» (2022)

### Анімація
- «Pošvedrani klavir» (2022, stop-motion анімація)

### Операторська робота
- «France Prešeren: Ghazals» (2001)
- «Stratifikacija lune» (2015)
- «Čas alikvotnih delcev» (2013)

## Викладацька діяльність
Віпотнік викладає у різних країнах, серед яких Словенія, Ліван, Монголія та Киргизстан. Його курси охоплюють документальне кіно, мистецьке відео, телебачення та мультимедійні технології. З 2001 року є запрошеним професором у Ліванському університеті, а з 2014 року — професором фільму і відео в USEK (Ліван). З 2016 року викладає на Академії образотворчих мистецтв ALBA у Бейруті.

## Нагороди
- 2024 «Butnskala Award» — за креативність та оригінальність, за фільм «Pošvedrani klavir» (2022)
- 2022 '''Slovenian Film Publicists FIPRESCI Award''' (2022) — найкращий фільм («Pošvedrani klavir») на FSF — Festival slovenskega filma